# Шимановский, Антоний
Анто́ний Ян Шимано́вский (пол. Antoni Jan Szymanowski; 13 января 1951, Томашув-Мазовецкий, Польша) — польский футболист, защитник, после окончания карьеры — футбольный тренер.
Олимпийский чемпион 1972 года, бронзовый призёр чемпионата мира 1974 года, серебряный призёр Олимпийских игр 1976 года, участник чемпионата мира 1978 года.

## Карьера

### Клубная
На родине Шимановский выступал за краковскую «Вислу» и варшавскую «Гвардию». В составе «Вислы» признавался лучшим футболистом Польши по версии журнала Sport в 1975 году, а в 1978 году стал чемпионом Польши. С 1981 по 1984 год играл в бельгийском «Брюгге». Как правило, играл на позиции правого защитника.

### В сборной
В составе сборной Польши Антоний Шимановский дебютировал 22 июля 1970 года во встрече со сборной Ирака. Дважды участвовал в чемпионатах мира: в ФРГ в 1974 году, на котором поляки завоевали бронзовые медали, и в Аргентине в 1978 году. Олимпийский чемпион Игр в Мюнхене и серебряный призёр Олимпиады в Монреале. Всего за сборную провёл 82 матча и забил 1 мяч. Член Общества почётных игроков сборной Польши.

## Достижения
- Бронзовый призёр чемпионата мира: 1974
- Олимпийский чемпион: 1972
- Серебряный призёр летних Олимпийских игр: 1976
- Чемпион Польши: 1977/78
- Обладатель награды «Золотые Бутсы»: 1975

## Личная жизнь
Его младший брат Хенрик — также футболист, выступал за «Вислу» и сборную Польши.